# Connacht Senior Football Championship
Il Connacht Senior Football Championship, per ragioni di sponsorizzazione Bank of Ireland Connacht Championship, è la più importante competizione per franchigie di contea (intercounties) di calcio gaelico della provincia irlandese del Connacht. La competizione è del tipo ad eliminazione diretta e si disputa a cavallo tra maggio e luglio, mese in cui si tiene la finale. La vincitrice del torneo si qualifica direttamente alla massima competizione nazionale (All-Ireland Senior Football Championship), mentre le altre devono affrontare dei turni di qualificazione (cosiddetti backdoors) a seconda del turno di eliminazione.
Partecipano al Connacht Senior Football Championship 7 franchigie, ovvero le 5 geograficamente nella provincia più le rappresentative di Londra (London GAA) e New York (New York GAA). Le principali squadre che si contendono il torneo sono Galway, la più titolata (48 vittorie) e Mayo (44 titoli), che formano una delle rivalità più sentite e note del panorama della GAA.

## Contee partecipanti
| Contea    | Ultimi successi | Ultimi successi |
| Contea    | All-Ireland     | Provincial      |
| --------- | --------------- | --------------- |
| Galway    | 2001            | 2018            |
| Leitrim   |                 | 1994            |
| Londra    |                 |                 |
| Mayo      | 1951            | 2015            |
| New York  |                 |                 |
| Roscommon | 1944            | 2019            |
| Sligo     |                 | 2007            |

## Maggiori vincitori
|   | Squadra   | Vittorie | Anni vittorie |
| - | --------- | -------- | --- |
| 1 | Galway    | 48       | 1900, 1902, 1911, 1913, 1917, 1919, 1922, 1925, 1926, 1933, 1934, 1938, 1940, 1941, 1942, 1945, 1954, 1956, 1957, 1958, 1959, 1960, 1963, 1964, 1965, 1966, 1968, 1970, 1971, 1973, 1974, 1976, 1982, 1983, 1984, 1986, 1987, 1995, 1998, 2000, 2002, 2003, 2005, 2008, 2016, 2018 |
| 2 | Mayo      | 44       | 1901, 1904, 1906, 1907, 1908, 1909, 1910, 1915, 1916, 1918, 1920, 1921, 1923, 1924, 1929, 1930, 1931, 1932, 1935, 1936, 1937, 1939, 1948, 1949, 1950, 1951, 1955, 1967, 1969, 1981, 1985, 1988, 1989, 1992, 1993, 1996, 1997, 1999, 2004, 2006, 2009, 2011, 2012, 2013, 2014, 2015 |
| 3 | Roscommon | 24       | 1892, 1903, 1905, 1912, 1914, 1943, 1944, 1946, 1947, 1952, 1953, 1961, 1962, 1972, 1977, 1978, 1979, 1980, 1990, 1991, 2001, 2010, 2017, 2019 |
| 4 | Sligo     | 3        | 1928, 1975, 2007 |
| 5 | Leitrim   | 2        | 1927, 1994 |

## Albo d'oro
| Anno | Vincitore           | Finalista           |
| ---- | ------------------- | ------------------- |
| 2019 | Roscommon 1-13      | Galway 0-12         |
| 2018 | Galway 0-16         | Roscommon 2-6       |
| 2017 | Roscommon 2-15      | Galway 0-12         |
| 2016 | Galway 0-13 3-16    | Roscommon 1-10 0-14 |
| 2015 | Mayo 6-25           | Sligo 2-11          |
| 2014 | Mayo 3-14           | Galway 0-16         |
| 2013 | Mayo 5-11           | Londra 0-10         |
| 2012 | Mayo 0-12           | Sligo 0-10          |
| 2011 | Mayo 0-13           | Roscommon 0-11      |
| 2010 | Roscommon 0-14      | Sligo 0-13          |
| 2009 | Mayo 2-12           | Galway 1-14         |
| 2008 | Galway 2-12         | Mayo 1-14           |
| 2007 | Sligo 1-10          | Galway 0-12         |
| 2006 | Mayo 0-12           | Galway 1-08         |
| 2005 | Galway 0-10         | Mayo 0-08           |
| 2004 | Mayo 2-13           | Roscommon 0-09      |
| 2003 | Galway 1-14         | Mayo 0-13           |
| 2002 | Galway 1-11         | Sligo 0-11          |
| 2001 | Roscommon 2-10      | Mayo 1-12           |
| 2000 | Galway 1-13         | Leitrim 0-08        |
| 1999 | Mayo 1-14           | Galway 1-10         |
| 1998 | Galway 0-11 1-17    | Roscommon 0-11 0-17 |
| 1997 | Mayo 0-11           | Sligo 1-07          |
| 1996 | Mayo 3-09           | Galway 1-11         |
| 1995 | Galway 0-17         | Mayo 1-07           |
| 1994 | Leitrim 0-12        | Mayo 2-04           |
| 1993 | Mayo 1-05           | Roscommon 0-07      |
| 1992 | Mayo 1-14           | Roscommon 0-10      |
| 1991 | Roscommon 0-14 0-13 | Mayo 0-14 1-09      |
| 1990 | Roscommon 0-16      | Galway 1-11         |
| 1989 | Mayo 0-12 3-14      | Roscommon 1-09 2-13 |
| 1988 | Mayo 1-12           | Roscommon 0-08      |
| 1987 | Galway 0-08         | Mayo 0-07           |
| 1986 | Galway 1-08         | Roscommon 1-05      |
| 1985 | Mayo 2-11           | Roscommon 0-08      |
| 1984 | Galway 2-13         | Mayo 2-09           |
| 1983 | Galway 1-13         | Mayo 1-10           |
| 1982 | Galway 3-17         | Mayo 0-10           |
| 1981 | Mayo 0-12           | Sligo 0-04          |
| 1980 | Roscommon 3-13      | Mayo 0-08           |
| 1979 | Roscommon 3-15      | Mayo 2-10           |
| 1978 | Roscommon 2-07      | Galway 0-09         |
| 1977 | Roscommon 1-12      | Galway 2-08         |
| 1976 | Galway 1-08 1-14    | Roscommon 1-08 0-09 |
| 1975 | Sligo 2-10 2-10     | Mayo 1-13 0-15      |
| 1974 | Galway 2-14         | Roscommon 0-08      |
| 1973 | Galway 1-17         | Mayo 2-12           |
| 1972 | Roscommon 5-08      | Mayo 3-10           |
| 1971 | Galway 2-15 1-17    | Sligo 2-15 3-10     |
| 1970 | Galway 2-15         | Roscommon 1-08      |
| 1969 | Mayo 0-11 1-11      | Galway 1-08 1-08    |
| 1968 | Galway 2-10         | Mayo 2-09           |
| 1967 | Mayo 4-15           | Leitrim 0-07        |
| 1966 | Galway 0-12         | Mayo 1-08           |
| 1965 | Galway 1-12         | Sligo 2-06          |
| 1964 | Galway 2-12         | Mayo 1-05           |
| 1963 | Galway 4-11         | Leitrim 1-08        |
| 1962 | Roscommon 3-07      | Galway 2-09         |
| 1961 | Roscommon 1-11      | Galway 2-07         |
| 1960 | Galway 2-05         | Leitrim 0-05        |

| Anno | Vincitore            | Finalista        |
| ---- | -------------------- | ---------------- |
| 1959 | Galway 5-08          | Leitrim 0-12     |
| 1958 | Galway 2-10          | Leitrim 1-11     |
| 1957 | Galway 4-08          | Leitrim 0-04     |
| 1956 | Galway 3-12          | Sligo 1-05       |
| 1955 | Mayo 3-11            | Roscommon 1-03   |
| 1954 | Galway 2-10          | Sligo 3-04       |
| 1953 | Roscommon 1-06       | Mayo 0-06        |
| 1952 | Roscommon 3-05       | Mayo 0-06        |
| 1951 | Mayo 4-13            | Galway 2-03      |
| 1950 | Mayo 1-07            | Roscommon 0-04   |
| 1949 | Mayo 4-06            | Leitrim 0-03     |
| 1948 | Mayo 2-04 2-10       | Galway 1-07 2-07 |
| 1947 | Roscommon 2-12       | Sligo 1-08       |
| 1946 | Roscommon 1-04 1-09* | Mayo 0-06 1-02   |
| 1945 | Galway 2-06          | Mayo 1-07        |
| 1944 | Roscommon 2-11       | Mayo 1-06        |
| 1943 | Roscommon 2-06       | Galway 0-08      |
| 1942 | Galway 2-06          | Roscommon 3-02   |
| 1941 | Galway 0-08          | Roscommon 1-04   |
| 1940 | Galway 1-07          | Mayo 0-05        |
| 1939 | Mayo 2-06 *          | Galway 0-03      |
| 1938 | Galway 0-08          | Mayo 0-05        |
| 1937 | Mayo 3-05            | Galway 0-08      |
| 1936 | Mayo 2-04 2-07       | Galway 1-07 1-04 |
| 1935 | Mayo 0-12            | Galway 0-05      |
| 1934 | Galway 2-04          | Mayo 0-05        |
| 1933 | Galway 1-07          | Mayo 1-05        |
| 1932 | Mayo 2-06            | Sligo 0-07       |
| 1931 | Mayo 2-10            | Roscommon 3-02   |
| 1930 | Mayo 1-07            | Sligo 1-02       |
| 1929 | Mayo 1-06            | Galway 0-04      |
| 1928 | Sligo 1-04           | Mayo 0-06        |
| 1927 | Leitrim 2-04         | Galway 0-03      |
| 1926 | Galway 3-02          | Mayo 1-02        |
| 1925 | Galway 1-05          | Mayo 1-03        |
| 1924 | Mayo 0-01 2-06       | Galway 0-01 0-05 |
| 1923 | Mayo 0-03            | Galway 0-02      |
| 1922 | Galway 1-07 2-04 *   | Sligo 3-02 2-02  |
| 1921 | Mayo 1-04            | Roscommon 0-01   |
| 1920 | Mayo 2-03            | Sligo 1-04       |
| 1919 | Galway 1-06          | Roscommon 0-05   |
| 1918 | Mayo 0-04            | Galway 0-01      |
| 1917 | Galway 1-04          | Mayo 1-01        |
| 1916 | Mayo 1-05            | Roscommon 0-03   |
| 1915 | Mayo 3-01            | Roscommon 1-03   |
| 1914 | Roscommon 1-02       | Leitrim 0-01     |
| 1913 | Galway 1-02          | Mayo 0-03        |
| 1912 | Roscommon 0-02       | Galway 0-00      |
| 1911 | Galway 1-03          | Roscommon 1-02   |
| 1910 | Mayo 1-04            | Galway 0-05      |
| 1909 | Mayo 1-04            | Galway 0-03      |
| 1908 | Mayo 2-05            | Galway 0-04      |
| 1907 | Mayo 3-09            | Galway 0-01      |
| 1906 | Mayo 2-13            | Roscommon 0-05   |
| 1905 | Roscommon 0-07       | Mayo 0-05        |
| 1904 | Mayo                 |                  |
| 1903 | Roscommon 1-02       | Mayo 0-04        |
| 1902 | Galway               |                  |
| 1901 | Mayo 2-04            | Galway 0-03      |
| 1900 | Galway               |                  |